# کژمینگوو (استان لهستان بزرگ‌تر)
کژمینگوو (به لهستانی:  Krzemieniewo) یک روستا در لهستان است که در گمینا کژمینگوو واقع شده‌است.
 کژمینگوو  ۵٬۰۰۰ نفر جمعیت دارد.